# Marcus Chong
Marcus Chong, właściwie Marcus Scott Wyatt (ur. 8 lipca 1967 w Seattle) – amerykański aktor filmowy i telewizyjny.

## Życiorys
Urodził się w Seattle w stanie Waszyngton. Jego biologiczny ojciec, Martin Wyatt, był przez wiele lat miejscowym spikerem w San Francisco Bay Area. Następnie został zaadoptowany przez kanadyjskiego aktora i muzyka Tommy’ego Chonga i jego żonę Shelby Fiddis. Dorastał ze starszymi przybranymi siostrami: Rae Dawn (ur. 1961) i Robbi Lynn Chong (ur. 1965). Kiedy miał trzy lata jego rodzice rozwiedli się.
Debiutował na małym ekranie w serialu NBC Domek na prerii (Little House on the Prairie, 1978) w roli Samsona. Rok później znalazł się w operze mydlanej CBS Dallas jako Jimmy Monroe i miniserialu ABC Korzenie: Następne pokolenia (Roots: The Next Generations, 1979) jako Frankie Warner. W 1990 roku zagrał w Criterion Theatre na Broadwayu jako Lee Cortez w spektaklu Stand-Up Tragedy z Jackiem Colemanem, a za swój występ otrzymał New York Drama Desk Award.
W filmie Mario Van Peeblesa Czarne Pantery (Panther, 1995) wcielił się w postać afroamerykańskiego działacza społecznego Hueya P. Newtona. Pojawił się także w teledysku Tupaca Shakura „Temptations” (1995). W filmie science fiction Larry’ego i Andy’ego Wachowskich Matrix (The Matrix, 1999) wystąpił jako operator Tank. W 2000 roku zagrał w przedstawieniu The Square w Actor's Gang Theatre w Los Angeles.

## Filmografia

### Filmy fabularne
- 1980: Nowy film Cheecha i Chonga (Cheech & Chong’s Next Movie) jako Johnny
- 1988: Ołtarz zła (Evil Altar) jako Troy Long
- 1990: The Knife and Gun Club (TV) jako George
- 1991: Czarny anioł (Flight of Black Angel, TV) jako Dragonfly
- 1992: Serce Ameryki (American Heart) jako Terry Cosmos
- 1994: Zaginiony (Vanishing Son, TV) jako Fu Qua Johnson
- 1994: Zaginiony 2 (Vanishing Son II, TV) jako Fu Qua Johnson
- 1994: Zaginiony 4: Willy i anioł (Vanishing Son IV, TV)  jako Fu Qua Johnson
- 1995: Czarne Pantery (Panther) jako Huey P. Newton
- 1996: Ryzykowna gra jako Freethrow
- 1998: High Freakquency jako Jordan Barnes
- 1999: Matrix (The Matrix) jako Tank
- 2005: Kruk 4 (The Crow: Wicked Prayer) jako War

### Seriale TV
- 1978: Domek na prerii (Little House on the Prairie) jako Samson
- 1979: Korzenie: Następne pokolenia (Roots: The Next Generations) jako Frankie Warner
- 1979: Dallas jako Jimmy Monroe
- 1982: Fakty z życia (The Facts of Life) jako młody chłopak
- 1991-93: Street Justice jako Miguel Mendez
- 1995: Szpital Dobrej Nadziei (Chicago Hope) jako Ramsey Coleman
- 2001: Prawo i bezprawie jako Darrell Guan
- 2002: Prawo i porządek: Zbrodniczy zamiar jako John 'Johnny' West
- 2002: Wzór (Numb3rs) jako Jones
- 2010: Tożsamość szpiega (Burn Notice) jako Caleb